# 櫛橋伊定
櫛橋 伊定（くしはし これさだ）は、戦国時代の武将。播磨国志方城主。

## 生涯
名は『寛政重修諸家譜』に、黒田孝高室の父「櫛橋豊後守伊定」と記載されており、また櫛橋家に伝わる諸資料でも同様の記載がある。一方で『黒田家譜』などの他史料では名を則伊とするものも多く、この時期の櫛橋氏当主の事績には混乱が見られる。
天文10年（1541年）、父・櫛橋伊家が死去したのを受けて櫛橋家の家督を継ぐ。しかし、伊定はまだ若年であったため、初めは家臣の好田大炊助が執権となったという。
同時代史料に「櫛橋伊定」という武将の活動は見られず、代わりに櫛橋政朝（まさとも）の名が登場する。政朝は「豊後守」「豊後入道喜伴」を名乗っており、播磨守護赤松氏の家臣であった事はわかっているが、この政朝と伊定の関係性は不明。また赤松氏の系図に櫛橋伊則という人物もいるが、これは義理の縁戚に当たる人物であり、伊定とは別人である。
居城の志方城は当時東播磨に勢力を持った別所氏の勢力圏内にあって、1万石余りを領していたが、一方で西播磨の有力者・小寺氏とも縁戚関係を結んでおり、娘の一人・光は、同国姫路城主でかつ同国御着城主・小寺政職の重臣だった小寺孝隆（のちの黒田孝高）の妻となっている。観音寺の墓碑によると伊定は天正元年（1573年）に没したとされる。
なお志方城は天正6年（1578年）に侵攻してきた織田軍と交戦して落城しているが、落城時の城主が誰であったかについては諸説あり、伊定とも伊定の子・政伊であったともいう。またその末路にも複数説が存在し、降伏して助命された、密かに遁走した、戦死・自害した、子と袂を分かって織田方についていたと文献によって一定しない。

## 子孫
いずれも櫛橋家に伝わる「櫛橋家系図」による。
櫛橋政伊
長男。詳細は当該項目を参照。
上月景高室
長女。詳細は妙寿尼を参照。
黒田孝高室
次女。詳細は櫛橋光を参照。
櫛橋左内（くしはし さない）
次男。初名は三郎四郎。志方落城後は時期不明ながら黒田長政に仕官する。文禄・慶長の役に従軍し、朝鮮で戦死した。子孫は岡本氏を名乗ったとされる。
櫛橋右馬助（くしはし うまのすけ）
三男。初名は三十郎。兄と同じく黒田氏に仕える。黒田氏の豊前国人一揆鎮圧に従軍するも、城井谷の戦いで討死した。
櫛橋中務（くしはし なかつかさ）
四男。幼名は徳松。「櫛橋之記」によると法名を宗雪。姉・光の招聘で筑前国の黒田長政に仕えた。子は嫡子・政次ほか2名がいたがいずれも福岡藩士になった。寛永2年3月3日（1625年4月9日）に65歳で没。

## 関連作品
- 軍師官兵衛（2014年、演：益岡徹）